# Йоахим I фон дер Шуленбург
Йоахим I фон дер Шуленбург (на немски: Joachim I Graf von der Schulenburg; * пр. 1507; † 1549) е граф от „Черната линия“ на благородническия род фон дер Шуленбург.
Той е син на „кнапе“ (оръженосец, носач на щит) Ханс IV фон дер Шуленбург († сл. 1503) и съпругата му Елизабет фон Бодендик († сл. 1500). Внук е на Вернер VIII фон дер Шуленбург († 1447/1448) и Барбара фон Есторф. Потомък е на рицар Дитрих II фон дер Шуленбург († 1340), който е син на рицар Вернер II фон дер Шуленбург († сл. 1304). Брат е на Вернер XII фон дер Шуленбург († 1539) и Хайнрих VI фон дер Шуленбург († 1560).
През 14 век синовете на Вернер II фон дер Шуленбург разделят фамилията в Алтмарк на две линии, рицар Дитрих II (1304 – 1340) основава „Черната линия“, по-малкият му брат рицар Бернхард I († сл. 1340) основава „Бялата линия“. Днес родът е от 22. генерация.

## Фамилия
Йоахим I фон дер Шуленбург се жени за Луция фон Квитцов. Те имат седем деца:
- Дитрих VIII фон дер Шуленбург († сл. 1542)
- Ханс VII фон дер Шуленбург († сл. 1555), женен за Анна фон Пен
- Георг IV фон дер Шуленбург († сл. 1560)
- Вернер XVI фон дер Шуленбург († 1572/1578), женен за Гьодела Ганс фон Путлитц
- Кристоф I фон дер Шуленбург (* пр. 1555)
- Азмус фон дер Шуленбург (* пр. 1545)
- Маргарета фон дер Шуленбург, омъжена за Ахим фон Пентц